# Jesse Jane
Jesse Jane (Fort Worth, Texas, 1980. július 16. – Moore, Oklahoma, 2024. január 24.) amerikai pornószínésznő és fotómodell.

## Pályafutása
Fiatal korában sokat focizott, táncolt. 2000-ben fia született.
Díjai: 2007 F.A.M.E. Award, 2006 Miss december, 2006 AVN Award. 2007-ben megkapta az AVN legjobb női jelenetéért járó díjat az Island Fever 4-ben nyújtott alakításáért, közösen Teagan Presleyvel, Jana Covával és Sophia Santival.

## Válogatott filmográfia
| - Jesse in Pink (2007) (V) - Jesse Jane: Image (2007) (V) - Jesse's Juice (2007) (V) - Naked Aces 2 (2007) (V) - Island Fever 4 (2006) (V) - Deeper 3 (2006) (V) - Hush (2006) (V) - Jack's POV 4 (2006) (V) - Jesse Jane: All-American Girl (2006) (V) - Marvelous (2006) (V) - Sexual Freak (2006) (V) - 8MM 2 (2005) (V) (uncredited) - Pirates (2005) (V) | - Posh Kitten (2005) (V) - Devon: Decadence (2005) (V) - Porn Stars 1 (2005) (V) - Jack's Playground 8 (2004) (V) - Loaded (2004) (V) - Busty Cops (2004) (V) - Contract Star (2004) (V) - Devon: Erotique (2004) (V) - Island Fever 3 (2004) (V) - Jack's Playground 10 (2004) (V) - The Story of J (2004) (V) - Teagan Erotique (2004) (V) - Jack's Playground 3 (2003) (V) |